# Павел Фивейский
Па́вел Фиве́йский (греч. Παῦλος ὁ Θηβαῖος), Павел Еги́петский, Павел Отше́льник, Павел Пусты́нник (ок. 228 года — ок. 341 года) — святой православной и католической церкви, первый христианский монах и отшельник, проживший, по преданию, 113 лет, из них 91 год — в отшельничестве. В Православной церкви почитается преподобным.

## Жизнеописание
Сведения о жизни Павла Фивейского крайне скудны, практически единственным источником биографической информации является его житие, которое впервые приводит блаженный Иероним в «Vita Sancti Pauli Monachi Thebaei».

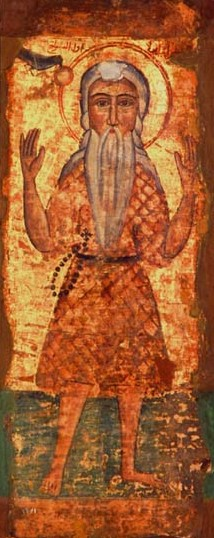
Святой Павел. Коптская икона

Согласно ему, Павел Фивейский родился в Египте, в городе Фивы. Оставшись сиротой, он много претерпел от своего корыстолюбивого родственника из-за родительского наследства. Во время гонений на христиан императора Деция (249—251) Павел, узнав о коварном замысле родственника предать его в руки гонителей, покинул город и удалился в пустыню. Поселившись в пещере у подножия горы, Павел, никому не ведомый, прожил в ней 91 год, неустанно молясь Богу днём и ночью. Питался он финиками и хлебом, которые приносил ему ворон, одеждой из пальмовых листьев укрывался от холода и зноя.
Незадолго до кончины Павла состоялась его встреча со святым Антонием, посетившим Павла в его отшельническом месте. Антоний оставался с Павлом вплоть до смерти последнего и похоронил отшельника. Согласно житию, святой Павел скончался во время молитвы, стоя на коленях.
Традиционно датой его смерти считается 341 год.
Несмотря на то, что Павел Фивейский не основал ни одной обители, его жизнь послужила образцом для отшельнических монашеских обителей, что даёт основание считать его первым христианским монахом-отшельником в истории.

## Почитание и реликвии
Память св. Павла Фивейского отмечается 15 января в католицизме, в православии — 15 (28) января шестеричным богослужением, 9 февраля — в Древневосточных православных церквях, в том числе в Коптской православной церкви. У коптов почитание св. Павла широко распространено, встреча св. Павла со св. Антонием — популярный сюжет коптской иконописи. Иконографические атрибуты св. Павла — пальмовое дерево, ворон, два льва (по легенде, они вырыли могилу святого).

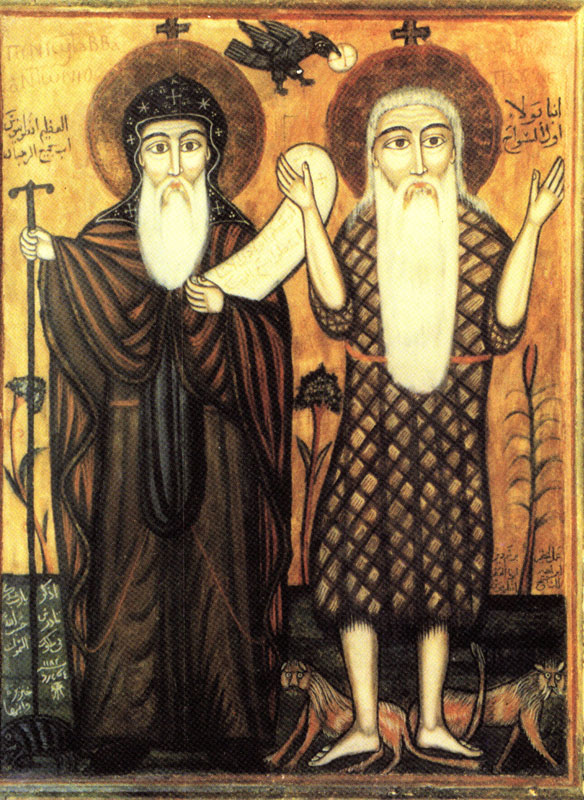
Встреча Святого Антония и Павла (коптская икона)

В V веке на месте, где находилась пещера, в которой жил святой, был основан существующий по сей день монастырь св. Павла.
Мощи Павла, вместе с мощами Паисия Великого в V веке были перенесены Исидором Пелусиотским из Египта в Писидию (Малая Азия).
В XII веке, согласно преданию, мощи святого Павла были перенесены в Константинополь. Позднее они были частично перенесены в Венецию, в церковь Сан-Джулиано; а частично — в Рим.
В 1250 году был основан католический монашеский орден паулинов (полное название — «Орден святого Павла, первого отшельника»), названный в честь св. Павла Фивейского. Главный их монастырь Ясная Гора находится в Ченстохове, Польша.